# Метью Ліпман
Метью Ліпман (24 серпня 1923, Вайнленд, Нью-Джерсі — 26 грудня 2010, Вест-Оранж, Нью-Джерсі) — визнаний засновником «Філософії для дітей». Переклад з англійської-Метью Ліпман визнаний засновником «Філософії для дітей». Його рішення донести філософію до молодих людей випливало з досвіду професора Колумбійського університету, де він був свідком недостатньо розвинених навичок міркування у своїх студентів. Його рішення донести філософію до молодих людей було засноване на його досвіді професора в Колумбійському університеті, де він побачив у своїх учнів недостатньо розвинені навички міркування. Його цікавило, зокрема, розвиток навичок міркування шляхом навчання логіці. Віра в те, що діти мають здатність абстрактно мислити з раннього віку, привело його до переконання, що раннє привнесення логіки до навчання дітей допоможе їм удосконалити свої навички міркування.
У 1972 році він залишив Колумбію в коледж штату Монклер, щоб заснувати Інститут удосконалення філософії для дітей (IAPC)[1], де почав вивчати філософію в класах K-12 в Монклері. Того року він також опублікував свою першу книгу, спеціально розроблену, щоб допомогти дітям практикувати філософію, «Відкриття» Гаррі Стоттлмайєра. IAPC продовжує розробляти та публікувати навчальні програми, працюючи на міжнародному рівні для просування та вдосконалення філософії для дітей.
Ліпман помер у віці 87 років у Вест-Оранджі, штат Нью-Джерсі, 26 грудня 2010 року. Шлюб Ліпмана з його першою дружиною, сенатором від штату Нью-Джерсі Вайноною Ліпман, закінчився їх розлученням.[2]

## Біографія
Метью Ліпман народився у Вайнленді, штат Нью-Джерсі, в 1922 році. Він був професором Колумбійського університету, коли почав розглядати необхідність змінити методологію викладання того часу.
Точніше, це було під час війни у В'єтнамі, коли він усвідомив обмежені можливості сучасників фіксувати складні думки та висловлювати свої думки.
Для цього філософа було занадто пізно оснащувати дорослих критичним та аналітичним розумом, тому він почав працювати над новою педагогікою для дітей.
Звідти він заснував Інститут розвитку філософії для дітей. Його методологія вперше була застосована на практиці в різних державних школах Нью-Джерсі.
Ліпман також є автором кількох книг, в яких він розробляє свої теорії та методологію, пов'язану з його пропозицією. Серед них виділяється "відкриття Гаррі Стоттлмейера, перше, що він опублікував. Він призначений для дітей від 10 років.
Після можливості розширити своє мислення до більш ніж 50 країн, Ліпман помер 26 грудня 2010 р. У Вест-Оранджі, також із Нью-Джерсі.

## Академічна кар'єра
- Бакалаврське навчання в Стенфордському університеті, Каліфорнія; Американський університет Шрівенхема, Англія; Школа загальних досліджень Колумбійського університету, Нью-Йорк.
- 1948 — бакалавр, Колумбійський університет, загальні студії.
- 1953 — викладач філософії, Бруклінський коледж, Весна.
- Аспірантуру в Колумбійському університеті; Сорбонна, Париж; Віденський університет, Австрія.
- 1953 р. — доктор філософії, Колумбійський університет.
- 1953—1975 рр. — ад'юнкт-асистент та доцент Школи загальних досліджень Колумбійського університету.
- 1954—1972 рр. — асистент, доцент і професор філософії Коледжу фармацевтичних наук Колумбійського університету (у цей період також голова Департаменту загальної освіти).
- 1954—1962 рр. — викладач філософії та сучасної цивілізації в Колумбійському коледжі Колумбійського університету.
- 1955—1963 рр. — викладач сучасної цивілізації, музичний коледж Маннес, Нью-Йорк.
- 1960—1972 рр. — голова кафедри філософії вечірнього відділу школи Баруха Міського коледжу Нью-Йорка.
- 1961—1963 рр. — викладач сучасної цивілізації в Інженерному коледжі Колумбійського університету.
- 1962—1972 рр. — голова кафедри загальної освіти Коледжу фармацевтичних наук Колумбійського університету.
- 1963—1964 — запрошений професор філософії коледжу Сари Лоуренс.
- 1972—2001 рр. — професор філософії Монклерського державного коледжу/університету.
- 1974—2001 рр. — директор Інституту розвитку філософії для дітей Монклерського державного коледжу/університету.